# ムードンの工業化住宅
ムードンの工業化住宅(Maisons industrialisées à Meudon)は、
1950年から1952年にかけてムードン（フランスの都市、オー＝ド＝セーヌ県）のはずれの起伏のある変則地形の敷地に建設された、ジャン・プルーヴェ作の14棟のプレファブ住宅。戦後の住宅再供給の緊急な必要に応えるものだった。この過渡的な住居は、木材と金属でできたパネルで構成され、傾斜面を修正する役割の組積造基壇部の上に設置されている。
ジャン・プルーヴェは、1950年代に入りかけの時期に、誇らかにこう表明していた：「私は工場の大量生産ラインで家を製造する準備ができていますよ、ちょうどシトロエンが1919年以来自動車に関してそうしてきたようにね... 手押し車の時代は過ぎ去ったんです！鉄、スティール...これが私の領分なんです！鉄で、早く、そして強固に建設します。」
プルーヴェにとって、ムードンのプロジェクトは住居・住環境の工業化という領域における彼の構想を進展させる機会となる。最初のプロトタイプが生まれた1937年以降、彼は航空省あるいは軍の建設土木部局のために、小型軽量建造物生産の方法を弛みなく改善してきた。ムードンは工場生産住宅の最初の重要な組み立て現場にしてかつ最初の実物大テストとなるだろう。軸となるポルティク(portique)のある『メトロポール(Métropole)』モデルの八棟の家と『コク(coque)』モデル六棟がこのプログラムのために特に考案され、マクセヴィル（Maxéville, ロレーヌ地域圏）のジャン・プルーヴェの工場で予め製作(préfabriqués)されている。
『メトロポール』型の建設・構築システムは、中央の金属製のポルティクから組み立てられており、その梁部（棟木のように使われる）の上にスティール製のバク(bac)と呼ばれる部材で構成された屋根が組み合わされる。充填外壁パネル(panneaux de remplissage)、間仕切り、そして天井板はアルミニウム製である。いかなる類の起重機をも除外するなら、家は四人の作業員で組み立てられねばならない。『コク』タイプの小さい家は組積造の壁と（下支えなしに）その形態や構造自体で安定を保つ金属屋根で構成されている。
60年後、これらの仮設的緊急建造物は、老朽化にみごとに耐え抜き、建築愛好家である居住者たちによって大部分が維持、修復されている。分譲地は、木立に覆われ景観にも配慮していて、その両側に立ち並ぶもっと近年に実現された建物たちが羨望しそうな、親密な雰囲気を醸し出している。交通路の狭さ、家々の変化に富んだ設置・定着様態、そして歩行者用通路網は、自動車の進入を制限しつつ、この実現作品（もしくは実現された計画）の特徴を保つのに大いに寄与している。

## 所在地
Lotissement M R U et maisons, 93 route des Gardes, Meudon (92), France.

## 文献
- Christian Enjolras, Jean Prouvé. Les maisons de Meudon, Editions de la Villette, Paris, 2003 (ISBN 2-903539-69-3)
- Claude Guislain, Les maisons Jean Prouvé, Bulletin du comité de Sauvegarde des Sites n¡ 79 - 1992.